# ديفيد بوث
ديفيد بوث (بالإنجليزية: David Booth)‏ هو لاعب هوكي الجليد أمريكي، ولد في 24 نوفمبر 1984 في ديترويت في الولايات المتحدة.

## وصلات خارجية
- ديفيد بوث على موقع أرشيف الشارخ.
- ديفيد بوث على موقع دوري الهوكي الوطني (الإنجليزية)
- ديفيد بوث على موقع قاعة مشاهير الهوكي (لاعب أن.إتش.أل) (الإنجليزية)
- ديفيد بوث على موقع EliteProspects.com (الإنجليزية)
- ديفيد بوث على موقع Eurohockey.com (الإنجليزية)
- ديفيد بوث على موقع HockeyDB.com (الإنجليزية)
- ديفيد بوث على موقع Hockey-Reference.com (الإنجليزية)